# Staring at the Ice Melt
Staring at the Ice Melt est le premier album du groupe d'electropop français Fortune, sorti le 5 avril 2010.

## Historique de l'album
Cet album est le résultat de l'évolution de leur premier maxi publié en 2008.
Mathieu Amalric, qui a découvert le groupe en 2010, réalise le clip de Under the Sun l'année suivante.

## Liste des titres de l'album
1. Under the Sun - 4 min 00 s
2. Gimme - 2 min 43 s
3. Bully - 3 min 27 s
4. At Night - 3 min 33 s
5. Since You're Gone - 3 min 19 s
6. Highway part 1 - 1 min 28 s
7. Highway - 3 min 11 s
8. Nothin - 2 min 46 s
9. Celebrate - 3 min 43 s
10. Venus remplacé par Pimp Pop sur la version anglaise - 4 min 42 s
11. Fancy Role - 3 min 35 s
12. Poison - 3 min 37 s

## Musiciens ayant participé à l'album
- Lionel Pierres : chant
- Pierre Lucas : claviers
- Hervé Loos : batterie
- Participation d'Arnaud Roulin (Poni Hoax) ; Jean Thevenin (Hopper, Tahiti Boy and the Palmtree Family), ou encore Melody Prochet (My Bee's Garden).

## Réception critique
Les Inrocks considèrent que Staring at the Ice Melt est un album réussi et « muri », une belle évolution de leur maxi éponyme datant de 2007, proposant « une electropop à la fois fêtarde et strassée, dans laquelle résonne inévitablement l’écho de Phoenix ou de M83 ».